# Молодецкое (Черкасская область)
Молоде́цкое (укр. Молодецьке) — село в Уманском районе Черкасской области Украины.
Село расположено в 12 км на юго-восток от пгт Маньковка, в 7 км от железнодорожной станции Поташ и в 14 км от автодороги Киев-Одесса.